# Iglesia evangélica luterana de Schaumburg-Lippe
La Iglesia Evangélica Luterana de Schaumburg-Lippe (en alemán: Evangelisch-Lutherische Landeskirche Schaumburg-Lippe) es una de las 20 iglesias miembros de la Iglesia Evangélica en Alemania (EKD). Constituida como corporación de derecho público, su jurisdicción abarca el territorio histórico del antiguo principado de Schaumburg-Lippe, actualmente integrado en el estado federado de Baja Sajonia.

## Historia
La iglesia tiene sus raíces en la adopción oficial de la Reforma protestante por el condado de Schaumburg-Lippe en 1559, bajo la influencia teológica de Felipe Melanchthon. Su estructura actual se consolidó en 1748 cuando el principado estableció un consistorio eclesiástico independiente, separándose de la administración luterana de Hesse-Kassel.
Durante el período nacionalsocialista (1933-1945), la iglesia formó parte de la Iglesia Confesante, movimiento de resistencia contra la interferencia nazi en asuntos eclesiásticos. Tras la Segunda Guerra Mundial, se reorganizó bajo principios sinodales-democráticos, aprobando su actual constitución eclesiástica en 1954.

## Organización
- Gobierno eclesiástico: Dirigida por un obispo (actualmente Karl-Hinrich Manzke, en el cargo desde 2018), elegido por el sínodo regional.
- Sínodo: Órgano legislativo con 32 representantes (20 laicos y 12 clérigos) que se reúne bianualmente.
- Consistorio: Ejecutivo administrativo con sede en Bückeburg, encargado de la gestión patrimonial y relaciones intereclesiásticas.

La iglesia mantiene 22 parroquias agrupadas en 3 distritos eclesiásticos: Bückeburg, Stadthagen y Rinteln. Cada distrito cuenta con un superintendente como líder regional.

## Teología y prácticas
Adhiere a los documentos fundamentales del luteranismo:  
- Confesión de Augsburgo (1530)
- Catecismo Menor de Lutero (1529)
- Fórmula de la Concordia (1577)

Mantiene una liturgia tradicional con énfasis en la música sacra, destacando su colaboración con la Orquesta de Cámara de Bückeburg. Desde 2007, permite la ordenación pastoral de mujeres y desde 2022 bendice uniones entre personas del mismo sexo.

## Relaciones ecuménicas
Además de su membresía en la EKD y VELKD, es parte de:  
- Comunión de Porvoo (desde 1994)
- Federación Luterana Mundial
- Consejo Mundial de Iglesias

Mantiene acuerdos de cooperación con la Iglesia Católica en proyectos sociales y con comunidades moravas en misiones diaconales.

## Compromiso social
Opera mediante la Diakonie Schaumburg-Lippe, organización que gestiona:  
- 15 guarderías infantiles
- 3 residencias geriátricas
- Programas de integración para refugiados
- Banco de alimentos regional[2]

Desde 2015, desarrolla el proyecto "Creación sostenible" promoviendo prácticas ecológicas en comunidades parroquiales.

## Datos actuales
A diciembre de 2023, cuenta con 47,812 miembros (35.8% de la población regional), mostrando una tendencia decreciente acorde con la secularización en Alemania. Sin embargo, mantiene una activa participación juvenil a través de su organización Junge Kirche con 1,200 miembros registrados.